# 1230 км (зупинний пункт)
1230 кіломе́тр — пасажирський залізничний зупинний пункт Лиманської дирекції Донецької залізниці.
Розташована за кілька сот метрів від села Келерівка Маріупольського району, Донецької області на лінії Маріуполь-Порт — Волноваха між станціями Кальчик (6 км) та Карань (16 км).
На платформі зупиняються приміські електропоїзди.